# حقل الحلفاية
حقل الحلفاية هو حقل نفطي عراقي في ناحية المشرح في قضاء الكحلاء شرق مدينة العمارة بالعراق، بدأ إنتاجه سنة 1976، يحتوي الحقل على 4.1 بليون برميل (650,000,000 م3) من الاحتياطي القابل للاسترداد وفيه إمكانات إنتاج تتراوح بين 200,000–535,000 برميل لكل يوم (31,800–85,100 م3/ي) ، تابع لشركة نفط ميسان، أنهت المجموعة التي تقودها شركة البترول الوطنية الصينية المرحلة الأولى في حزيران/يونيو 2012 وزادت الإنتاج من 3,000 برميل لكل يوم (480 م3/ي) إلى 100,000 برميل لكل يوم (16,000 م3/ي).
وبدأت مؤسسة البترول الوطنية الصينية العمل التمهيدي في المرحلة الثانية من حقل الحلفاية الذي سيرفع الطاقة الإنتاجية إلى 200 ألف برميل يوميا. وفي كانون الأول/ديسمبر 2009، حصلت شركة البترول الوطنية الصينية على حصة 50% في تطوير الحقل، وحصلت شركة توتال الفرنسية وشركة بتروناس الماليزية على حصة 25%. والشركات تخطط لإنتاج 535,000 برميل لكل يوم (85,100 م3/ي).
وفي 8 حزيران سنة 2024 افتتح مشروع معالجة الغاز المصاحب في حقل الحلفاية بسعة 300 مليون قدم مكعب قياسي باليوم.

## أنظر أيضا
- العمارة